# Stuart Hazeldine
Stuart Hazeldine (Surrey, 10 giugno 1971) è un regista, sceneggiatore e produttore cinematografico britannico.

## Biografia
Hazeldine è stato incaricato di scrivere la sceneggiatura di un film per il cinema basato sul fumetto Battle Chasers, i cui diritti furono opzionati dal produttore Gil Netter per conto della 20th Century Fox nel 2003. Si è anche occupato della stesura di una versione preliminare di Paradise Lost, un film epico ispirato all'omonimo poema di John Milton, e di The Tripods.

## Filmografia

### Regista
- Exam (2009)
- The Shack (2017)

### Produttore
- Nichts als die Wahrheit (1999)
- Exam (2009)

### Sceneggiatore
- Riverworld - Il popolo del fiume (2003)
- Exam (2009)